# セレノメチオニン
セレノメチオニン（Selenomethionine）は、セレンを含むアミノ酸である。L型異性体はSe-metまたはSemとして知られ、食物などにも含まれ、セレンの摂取源となっている。生体内では、セレノメチオニンはメチオニンとランダムに置き換わる。セレノメチオニンの抗酸化作用は、セレノメチオニンが活性種を消費しし尽くすことから生じる。セレンと硫黄はともに第16族元素であり、化学的性質に多くの共通点があるため、メチオニンからセレノメチオニンへの置き換えはタンパク質の構造や機能には影響を及ぼさない。しかし、セレノメチオニンが馬のケラチンなどの組織タンパク質に生じると、アルカリ病が生じる。アルカリ病は、衰弱や脱毛、鼓腸症、関節の軟化などを引き起こす。
セレノメチオニンをメチオニンの代わりにタンパク質に導入することによって、MAD法を用いたX線回折による構造解析に役立てることができる。セレンのような重元素の導入で、X線結晶の位相問題を解くことができる。
また、セレンの有機体であるセレノメチオニンは、無機体である亜セレン酸に比べて、19%も人体に吸収されやすいという臨床結果もある。